# Haplogroupe I
En génétique humaine, l’haplogroupe I (M170) est un haplogroupe du chromosome Y. Il est caractéristique des populations de chasseurs-cueilleurs du Paléolithique supérieur et du Mésolithique européen, avant l'arrivée sur le continent des fermiers néolithiques, puis des Indo-Européens.

## Distribution géographique

Distribution géographique de l'haplogroupe I en Europe.

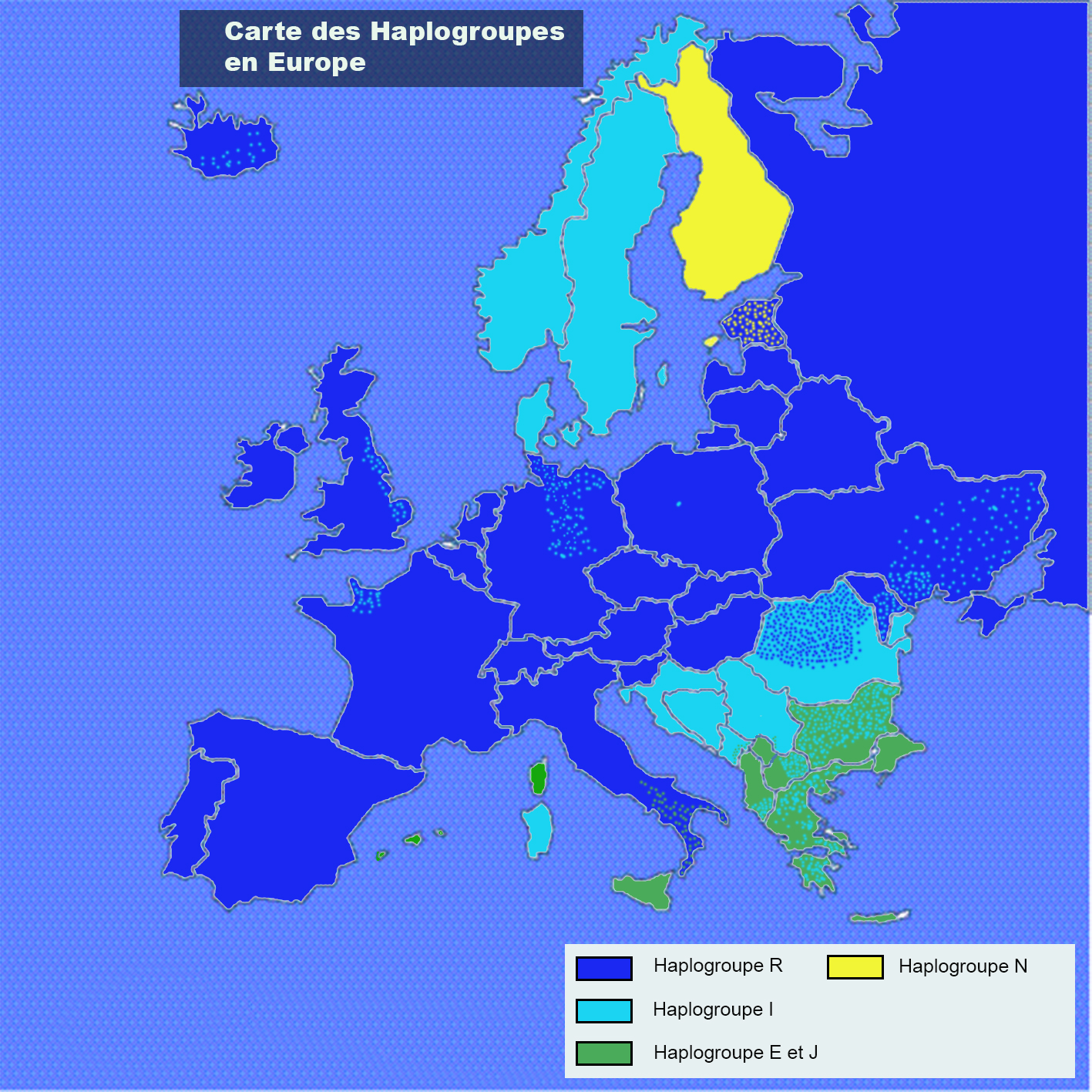
Carte des haplogroupes majoritaires européens.

L'haplogroupe I, principalement trouvé chez les populations européennes, est particulièrement présent en Bosnie-Herzégovine, où 55 % de la population est d'haplogroupe I, avec la plus grande concentration mondiale en Herzégovine avec 75 %. Ces deux pourcentages de Bosnie et d'Herzégovine sont réalisés sur les populations bosniaques, croates et serbes sans distinction. En Serbie, on trouve 31,89 %, d'haplogroupe I, en Croatie environ 32,5 %. Les Monténégrins sont I à 36,5 % mais avec une forte proportion d'haplogroupe E (27 %). On trouve également l'haplogroupe I2a chez  les Roumains (34 %), les Bulgares (26 %) et les Macédoniens (27,5 %) avec des fréquences moindres, de 20 à 35 %.
L'autre région d'Europe à forte proportion d'haplogroupe I est la Scandinavie : en Suède (42 %), Norvège (36 %), au Danemark (41,5 %), en Islande (33 %) et dans le nord de l'Allemagne (29,5 %) (haplogroupe I1).
En Sardaigne, I est présent à hauteur de 39,5 %.

## Histoire
L'haplogroupe I figure parmi les lignages paternels actuels les plus anciens d'Europe (après C1a et K2a) et c’est le seul qui y naquit. Il est divisé en de nombreux sous-groupes et serait né dans les Balkans il y a plus de 30 000 ans. En d'autres termes, I est représentatif de l'Homme de Cro-Magnon. Vers 7000 av. J.-C., l'haplogroupe I peuple l'Europe mésolithique, où ne vivent que des chasseurs-cueilleurs, sauf le nord-est de l’Europe, en Russie du Nord, qui appartient majoritairement aux haplogroupes R1 (subdivisé en R1a et R1b) et N.
L'haplogroupe I a dominé une grande partie de l'Europe avant l'expansion de l'haplogroupe G, représentatif des fermiers néolithiques issus d'Anatolie, puis de l'haplogroupe R1, porté par les envahisseurs semi-nomades issus de la culture Yamna, dans les steppes de Russie. Les Yamnayas s'accouplèrent avec des femmes locales, évinçant largement les I et les G, sauf dans certaines zones comme la Scandinavie, la Sardaigne et les Balkans. Dans l'ex-Yougoslavie, les populations I ont fait la révolution agricole du Néolithique et développé de gros villages, poussant les R à commercer avec eux plutôt que de les combattre.
Les haplogroupes I possèderaient dans leur patrimoine génétique la plus grande proportion génétique d'homme de Néandertal.
La branche I1 se serait séparée de I2 il y a 15 000 ans et évolua indépendamment en Scandinavie au cours de la fin du Paléolithique et du Mésolithique. La documentation la plus ancienne sur I1 provient de la Hongrie néolithique, bien qu'elle ait dû se séparer de I2 à une date antérieure.
Depuis 2015, les premiers yeux clairs et cheveux clairs chez Homo sapiens ont été documentés dans des restes âgés de 8 000 ans à Motala, en Suède, appartenant aux sous-groupes de l'haplogroupe I2 et de l'haplogroupe mitochondrial U5. Un porteur I2a1 avait selon ses gènes des cheveux roux et d'autres individus avaient des cheveux blonds / clairs, tandis que tous les chasseurs-cueilleurs de Motala étaient des hommes à la peau claire et aux yeux bleus. Selon les chercheurs, ces caractéristiques seraient relativement récentes,. Des gènes de peau claire, mais pas ceux des cheveux blonds / roux, ont été découverts en Sibérie sur un porteur de l'haplogroupe R* daté de 17 000 ans, ainsi que sur des restes de R1a datés de 8 000 à 9 000 ans, originaires de Carélie.
L'expansion des agriculteurs originaires d'Anatolie au Néolithique ancien, puis des Indo-Européens au Néolithique récent, ont considérablement réduit la fréquence de l'haplogroupe I2 en Europe.

## Sous groupes

### I-M170
Le sous-groupe composite I-M170 contient des individus directement issus des membres les plus anciens de l'haplogroupe I, ne portant aucune des mutations ultérieures identifiant les sous-groupes nommés restants.
Plusieurs I*, qui ne relèvent d'aucun sous-clade connu, ont été trouvés parmi les Laks du Daghestan, à raison de (3/21), ainsi que de la Turquie (8/741), Adyguée dans le Caucase (2/138) et en Irak (1/176), même si l'I-M170 n’apparaît qu'à des fréquences très basses parmi les populations modernes de ces régions dans leur ensemble. Cela est conforme à la conviction selon laquelle l'haplogroupe serait apparu pour la première fois dans le Sud-Ouest de l'Eurasie.

### I1-M253
Selon une étude publiée en 2010, l'haplogroupe I1-M253 serait né il y a entre 3 170 et 5 000 ans, en Europe néolithique. Une nouvelle étude réalisée en 2015 a estimé l'origine entre 3 470 et 5 070 ans ou entre 3 180 et 3 760 ans, en utilisant deux techniques différentes. Il est suggéré qu'elle s'est initialement dispersée à partir du Danemark.
Une étude réalisée en 2014 en Hongrie a révélé la présence de restes de deux individus de la culture rubanée, dont l'un avait été identifié comme porteur du SNP M253, qui définit l'haplogroupe I1. Cette culture est datée d'environ 5500 à 4500 av. J.-C..
L'haplogroupe I1 du chromosome Y est l'un des haplogroupes dominants chez les Scandinaves actuels. Sa première apparition est documentée chez un individu d'environ 4 000 ans AP de Falköping dans le sud de la Suède. Selon Allentoft et al., l'expansion rapide de cet haplogroupe et de l'ascendance pangénomique associée au début de l'âge du bronze nordique semble indiquer un avantage reproductif considérable des individus associés à ce groupe par rapport aux groupes précédents dans de grandes parties de la Scandinavie. Cette ascendance marquée chez les mâles par l'haplogroupes I1 constitue la source prédominante pour les Scandinaves de l'âge du fer et des Vikings ultérieurs, ainsi que pour les anciens groupes européens en dehors de la Scandinavie qui ont une association scandinave ou germanique documentée (par exemple, Anglo-Saxons, Goths).

### I2-M438
L'haplogroupe I2-M438, également connu sous le nom de I2 (et jusqu'en 2007, sous le nom de I1b), est un sous-groupe de l'haplogroupe I-M170. L'haplogroupe I2-M438 est né il y a entre 26 000 et 31 000 ans et comporte deux sous-groupes principaux: I-L460, I-L596 et I-L147.
Le groupe basal I2* (I2-M438*) a été trouvé dans des vestiges antiques de la grotte Franchthi, dans la région orientale du Péloponnèse, en Grèce. Outre sa présence moderne en Crète et en Sicile, cela peut suggérer que l'haplogroupe est originaire de la Méditerranée orientale.
L'haplogroupe I2a était l'ADN-Y le plus fréquent parmi les cueilleurs-chasseurs mésolithiques d'Europe occidentale (WHG) appartenant au groupe Villabruna. Une étude réalisée en 2015 a révélé que l'haplogroupe I2a se trouvait dans des vestiges de la culture azilienne datés de 13 500 ans de la grotte du Bichon (Suisse). Des sous-groupes de I2a1 (I-P37.2), à savoir I-M423 et I-M26, ont été découverts dans des vestiges de chasseurs-cueilleurs d'Europe occidentale datés respectivement de 10 000 et 8 000 ans.
I2a1 (P37.2) (I2a1b M423), plus précisément I2-L621 (L147.2+), est également connu sous le nom de I2a-Din ("Din" signifiant dinarique). Il s'est développé à partir de la culture de Starčevo, dont I2a était probablement l'une des principales lignées paternelles. La fréquence apparemment élevée de I2a1 sur le territoire français peut refléter une dominance générale de cet haplogroupe à travers la France néolithique tardive. Toutefois, elle peut également simplement suggérer des communautés organisées de manière patrilinéaire.
Dans plusieurs régions européennes, on observe une résurgence de l'ascendance des chasseurs-cueilleurs mésolithiques au cours du Néolithique moyen. Cette forte augmentation de l’ascendance des chasseurs-cueilleurs est expliquée comme le résultat d’un flux génétique soutenu après le contact initial entre les chasseurs-cueilleurs et les agriculteurs, ce qui suggère que ce type d’ascendance génétique a été préservé dans différentes régions même après la disparition des groupes de chasseurs-cueilleurs. Il a également été suggéré, sur la base des différences dans les proportions d'ascendance chasseurs-cueilleurs et premiers agriculteurs dans le chromosome X, qu'il y avait un biais sexuel dans la direction du flux génétique au cours des derniers stades du Néolithique, et que les hommes étaient principalement à l'origine de la résurgence de l'ascendance des chasseurs-cueilleurs, en particulier en Europe centrale et dans la péninsule Ibérique. Cela concorde avec la proportion plus élevée de lignées caractéristiques du chromosome Y (principalement I2a) des chasseurs-cueilleurs observées au Portugal et en Espagne au cours du Néolithique moyen et tardif.